# Gîtes de France
 (janvier 2012).
Gîtes de France est un réseau, une marque de certification d’hébergements chez l’habitant en France et en Europe. L'association Fédération nationale des gîtes de France (FNGF) est créée en 1955 sous l'impulsion du sénateur des Basses-Alpes Émile Aubert.

## Historique
Les Gîtes de France sont un mouvement de développement de l'hébergement touristique à domicile créé dans les Basses-Alpes, à l'initiative du sénateur Émile Aubert, dans les années 50. Cette initiative intervenait dans une logique d'aménagement du territoire pour lutter contre la désertification des campagnes,.
Lorsque les campagnes se vident, l'habitat est délaissé, il y a, donc, un risque de ruines. En parallèle, les citadins ont envie de revenir les weekends à la campagne. La logique est donc d'utiliser les demeures abandonnées pour accueillir les citadins à la campagne. 
Le 1er gite rural est créé en 1951 au hameau de Chaudol à La Javie. Par la suite, en 1955 une fédération nationale est créée.
Avec le développement des gîtes de France, de nouvelles prestations apparaissent, comme les chambres d'hôtes en 1969,les gîtes d'enfants en 1973 ou, en 2010, la marque "City Break by Gîtes de France", spécialisée dans l'hébergement en ville,,.
La société se fait également connaître en sponsorisant certains vainqueurs du Vendée Globe, tels que Michel Desjoyeaux et Vincent Riou.
L'année 2010 donne lieu à un accord entre une société de tour-opérateur chinoise et la fédération des Gîtes de France, dans l'optique pour cette dernière, de permettre la création du premier gîte de France, en Chine,.
En mai 2016, Gîtes de France réalise l'acquisition de la startup Good Spot, plateforme numérique proposant des expériences touristiques locales aux voyageurs, créée par l'entrepreneur David Rouxel,.

## Organisation et fonctionnement
Les Gîtes de France sont gérés par département avec une fédération nationale. Chaque département labellise et classe ses hébergements. La majorité d'entre eux propose aux adhérents la commercialisation de leur hébergement par le biais d'une centrale de réservation. Les équipes locales connaissent bien la géographie, les animations et les atouts de leur zone touristique. Les Gîtes de France possèdent un système de classement pour aiguiller les clients. En effet chaque gîte possède un nombre d'épis. Plus le nombre d'épis est élevé, plus le gîte est classé de qualité.

## La Fédération Nationale des Gîtes de France
La Fédération Nationale des Gîtes de France est une association  qui regroupe des associations départementales pour la promotion et la commercialisation d'hébergements touristiques et décerne des labels non officiels aux logements de tourisme répondant à un cahier des charges. Ces labels « Gîtes de France », octroyés en fonction du niveau de confort (de 1 à 5 épis) sont accompagnées d'une classification et d'une publicité qui informe le consommateur sur la qualité et le degré d'équipement des hébergements.
Aujourd'hui, environ 70 000 gîtes existent sur tout le territoire national (DOM-TOM inclus).42 000 propriétaires sont concernés. Les Gîtes de France attirent environ 20 % de clientèle étrangère,.

## Les labels
- Les Gîtes de France ont créé le label « Ecogîtes » pour les Hébergements de Qualité Environnementale qui réduisent leur impact sur l'environnement[11].

- Gîte Panda : est un label décerné par le Fonds mondial pour la nature - World Wide Fund France, classés par la Fédération des gîtes de France[12]. Le label est créé en 1992 pour des gîtes situés dans les parcs naturels et les parcs nationaux en France, pour lesquels est mis en place une gestion des énergies, de l'eau et des déchets ainsi qu'une éducation pour les hôtes[13]. Les adhérents garantissent la qualité paysagère, la richesse animale et végétale des sites et l’engagement écologique des hôtes. Les propriétaires s'engagent à préserver l'environnement et à gérer leur gîte panda de manière écologique et durable : tri des déchets, utilisation d'énergies renouvelables, éco-matériaux, produits d'entretien verts. En 2009, 230 gîtes avait obtenu ce label[13].

## Identité visuelle

Ancien Logo des Gîtes de France créé dans les années 1970
Logo des Gîtes de France de 2008 à 2019